# 山で元気に!田部井淳子の登山入門
『山で元気に!田部井淳子の登山入門』（やまでげんきに!たべいじゅんこのとざんにゅうもん）は、NHK教育テレビの趣味悠々で2009年夏に放送された全10回のテレビ番組である。

## 概要
登山家の田部井淳子が講師で、タレントのルー大柴が生徒となり、高尾山の日帰り入門コースの登山から、木曽駒ヶ岳の山小屋を利用した登山、富士山などの登山を通して、その登山ルートを紹介すると共にや登山技術などを解説した。過去に放送された、岩崎元郎による1999年に放送された趣味悠々の『中高年のための登山学～日帰り登山で基本を学ぶ』および1997年から1998年に放送された趣味悠々の『中高年のための登山学～日本百名山をめざす』の各シリーズと類似した内容である。

## 放送日
- 2009年7月29日 - 2009年9月30日
- 本放送：毎週水曜日 22:00 - 22:25
- 再放送：毎週水曜日 00:00 - 00:25　（翌週）

## 出演
- 講師：田部井淳子
- 生徒：ルー大柴

## 内容
| 回数 | 本放送日 2009年 | 山名       | タイトル                                           | 備考                                                                  |
| ---- | --------------- | ---------- | -------------------------------------------------- | --------------------------------------------------------------------- |
| 1    | 7月29日         | 高尾山     | 山へでかけてみよう！東京・高尾山                   | 初心者・入門コース                                                    |
| 2    | 8月5日          |            | 登山の準備をしよう！用具選びと山行計画             | 登山の装備と登山計画書                                                |
| 3    | 8月12日         | 金時山     | ゆっくり登山のススメ 箱根・金時山                  | 初級者コース・公時神社から乙女峠へ                                    |
| 4    | 8月19日         | 谷川岳     | 険しい山に登ってみよう！上越国境・谷川岳           | 谷川岳ロープウェイ天神平駅からオキの耳へ                              |
| 5    | 8月26日         | 木曽駒ヶ岳 | 高山に挑戦！中央アルプス・木曽駒ヶ岳（前編）       | 駒ヶ岳ロープウェイ千畳敷駅から木曽駒ヶ岳へ 山小屋に宿泊               |
| 6    | 9月2日          | 木曽駒ヶ岳 | 山小屋に泊まろう！中央アルプス・木曽駒ヶ岳（後編） | 駒ヶ岳ロープウェイ千畳敷駅から木曽駒ヶ岳へ 山小屋に宿泊               |
| 7    | 9月9日          | 燕岳       | いざ、北アルプスへ 燕岳（前編）                    | 中房温泉から合戦尾根を経て燕岳へ 燕山荘に宿泊                         |
| 8    | 9月16日         | 燕岳       | 長い下りにご用心！燕岳（後編）                     | 中房温泉から合戦尾根を経て燕岳へ 燕山荘に宿泊                         |
| 9    | 9月23日         | 富士山     | 日本一の山・富士に挑む！（前編）                   | 吉田口（富士スバルライン五合目）から、富士山へ 山小屋に宿泊、お鉢巡り |
| 10   | 9月30日         | 富士山     | 日本一の山・富士に挑む！（後編）                   | 吉田口（富士スバルライン五合目）から、富士山へ 山小屋に宿泊、お鉢巡り |

## 関連画像
|                                       |                                                     |                                                   |                                         |
| 谷川岳のオキの耳 険しい山も紹介された | 中岳から望む木曽駒ヶ岳 放送でこの登山道が利用された | 燕岳と宿泊した燕山荘 山小屋の様子などが紹介された | 富士山頂上 最終回で日本一の山に登頂した |

## 関連書籍
- NHK、日本放送出版協会 編『山で元気に!田部井淳子の登山入門―高尾山から富士山まで』日本放送出版協会〈NHK趣味悠々〉、2009年7月。ISBN 9784141884927。
- 田部井淳子 著、鈴木ともこ（イラスト） 編『田部井淳子の　あんしん！ たのしい！ 山歩きお悩み解決BOOK ～NHK「趣味悠々」山で元気に！　田部井淳子の登山入門をDVDに完全収録～』毎日コミュニケーションズ、2010年6月。ISBN 9784839935948。